# Sydsudans flagga
Sydsudans flagga antogs som den sydsudanesiska regeringens flagga 2005 i samband med det fredsavtal som gjorde slut på det andra sudanesiska inbördeskriget som då pågått sedan 1983. Enligt avtalet fick Sydsudan självstyre med möjlighet till total självständighet i framtiden, något som också skedde 2011. Sedan dess är flaggan antagen som Republiken Sydsudans officiella flagga. Tidigare hade den varit Sudanesiska folkets befrielsearmés (SPLA:s) flagga under inbördeskriget.
Flaggan är prydd med en lodrät blå triangel med en gul stjärna i mitten. Flaggan bär likheter med Kenyas flagga, men med sin triangel på vänster sida påminner den också om Sudans flagga. Färgerna ska symbolisera det sydsudanesiska folket (svart), blodet som spilts i kampen för frihet (rött), landet Sydsudan (grönt), nilens vatten (blått). Betlehemsstjärnan symboliserar de sydsudanesiska staternas enighet.